# Yogi Ferrell
Kevin Duane „Yogi” Ferrell Jr (ur. 9 maja 1993 w Greenfield) – amerykański koszykarz, występujący na pozycji rozgrywającego, obecnie zawodnik Cedevita Olimpija.
W 2012 wystąpił w meczu gwiazd amerykańskich szkół średnich - McDonald’s All-American.
8 grudnia 2016, po rozegraniu 10 spotkań sezonu regularnego, został zwolniony przez Brooklyn Nets. 28 stycznia 2017 podpisał 10-dniową umowę z Dallas Mavericks. 
23 lipca 2018 został zawodnikiem Sacramento Kings.
11 stycznia 2021 podpisał 10-dniową umowę z Cleveland Cavaliers. 2 dni później został zwolniony, po rozegraniu dwóch spotkań. 26 stycznia dołączył do Salt Lake City Stars. 19 kwietnia 2021 zawarł 10-dniowy kontrakt z Los Angeles Clippers. Dziesięć dni później podpisał z klubem umowę do końca sezonu. 
1 grudnia 2021 został zawodnikiem Cedevity Olimpija.

## Osiągnięcia
Stan na 12 grudnia 2021, na podstawie, o ile nie zaznaczono inaczej.
NCAA
- Uczestnik:
  - rozgrywek Sweet Sixteen turnieju NCAA (2013, 2016)
  - turnieju NCAA (2013, 2015, 2016)
- Mistrz sezonu regularnego konferencji Big 10 (2013, 2016)
- Sportowiec Roku Indiana University (2016)
- Zaliczony do:
  - I składu:
    - Big Ten (2015, 2016)
    - defensywnego Big Ten (2016)
    - pierwszoroczniaków Big Ten (2013)
    - turnieju 2K Sports Classic (2014)

  - II składu:
    - All-American (2016 przez Sporting News)
    - Big Ten (2014)

  - III składu All-American (2016 przez Associated Press, NABC)
  - składu All-Big Ten Honorable Mention (2013)

NBA
- Zaliczony do II składu debiutantów NBA (2017)[13]

Reprezentacja
- Uczestnik uniwersjady (2013 – 9. miejsce)